# Täkulaid
Täkulaid est une île d'Estonie dans le golfe de Riga.

## Géographie
Elle appartient à la commune de Laimjala. 